# Egipteni luând apă din Nil
Egipteni luând apă din Nil este o pictură în ulei realizată de pictorul american impresionist John Singer Sargent în 1890-1891, aflată acum la Metropolitan Museum of Art din New York.
Sargent a efectuat mai multe călătorii în Egipt, Grecia și Turcia în cadrul unui proiect comandat de Biblioteca Publică din Boston pentru a explora originea religiei occidentale prin artă. În timp ce se afla în Egipt a creat această pânză în 1890-1991, înfățișând un grup de localnici bând sau luând apă din Nil, care fusese ridicată la mal de o cumpănă.